# Úrvalsdeild (2006)
Sezon 2006 był 95. sezonem o mistrzostwo Islandii. Drużyna FH obroniła tytuł mistrzowski, zdobywając trzydzieści sześć punktów w osiemnastu meczach. Po sezonie spadły zespoły Grindavík i ÍB Vestmannaeyja.

## Drużyny
Po sezonie 2005 z ligi spadły zespoły Fram i Þróttur Reykjavík, z 1. deild awansowały natomiast drużyny Breiðablik i Víkingur Reykjavík.
| Uczestnicy poprzedniej edycji                                                                                 | Uczestnicy poprzedniej edycji | Uczestnicy poprzedniej edycji | Uczestnicy poprzedniej edycji |
| --- | ----------------------------- | ----------------------------- | ----------------------------- |
| FH | FH                            | 1                             |                               |
| VAL | Valur                         | 2                             |                               |
| ÍA | Akraness                      | 3                             |                               |
| ÍBK | Keflavík                      | 4                             |                               |
| FYL | Fylkir                        | 5                             |                               |
| KRE | KR                            | 6                             |                               |
| GRI | Grindavík                     | 7                             |                               |
| ÍBV | ÍB Vestmannaeyja              | 8                             |                               |
| Awans z 1. deild                                                                                              |                               |                               |                               |
| BRE | Breiðablik                    | 1                             |                               |
| VÍR | Víkingur Reykjavík            | 2                             |                               |
| Oznaczenia: - kolumna pierwsza – skróty nazw drużyn, - kolumna trzecia – miejsce zajęte w poprzednim sezonie. |                               |                               |                               |

## Tabela
| Lp. | Drużyna              | M  | Z  | R | P  | Bramki | Bramki | Różn. | Pkt | Uwagi                                       |
| --- | -------------------- | -- | -- | - | -- | ------ | ------ | ----- | --- | ------------------------------------------- |
| 1   | FH (M)               | 18 | 10 | 6 | 2  | 31     | 14     | +17   | 36  | Liga Mistrzów UEFA • I runda kwalifikacyjna |
| 2   | KR                   | 18 | 9  | 3 | 6  | 23     | 27     | −4    | 30  | Puchar UEFA • I runda kwalifikacyjna        |
| 3   | Valur                | 18 | 7  | 8 | 3  | 27     | 18     | +9    | 29  | Puchar Intertoto • I runda                  |
| 4   | Keflavík1            | 18 | 6  | 6 | 6  | 30     | 20     | +10   | 24  | Puchar UEFA • I runda kwalifikacyjna        |
| 5   | Breiðablik           | 18 | 6  | 5 | 7  | 27     | 33     | −6    | 23  |                                             |
| 6   | Akraness             | 18 | 6  | 4 | 8  | 27     | 30     | −3    | 22  |                                             |
| 7   | Víkingur Reykjavík   | 18 | 5  | 6 | 7  | 21     | 18     | +3    | 21  |                                             |
| 8   | Fylkir               | 18 | 5  | 6 | 7  | 22     | 25     | −3    | 21  |                                             |
| 9   | Grindavík (S)        | 18 | 4  | 7 | 7  | 24     | 26     | −2    | 19  | Spadek do 1. deild                          |
| 10  | ÍB Vestmannaeyja (S) | 18 | 5  | 3 | 10 | 18     | 39     | −21   | 18  | Spadek do 1. deild                          |

## Wyniki
| Gospodarz \ Gość   | ÍA  | BRE | FYL | GRI | FH  | KRE | ÍBK | VAL | ÍBV | VÍR |
| Akraness           |     | 2:1 | 0:1 | 2:1 | 0:1 | 1:2 | 1:0 | 1:1 | 4:2 | 1:4 |
| Breiðablik         | 2:2 |     | 3:2 | 2:3 | 1:1 | 0:1 | 2:1 | 2:1 | 4:1 | 1:0 |
| Fylkir             | 3:3 | 1:1 |     | 2:1 | 1:2 | 1:2 | 2:1 | 0:1 | 1:1 | 1:0 |
| Grindavík          | 3:2 | 4:2 | 1:1 |     | 1:1 | 5:0 | 1:1 | 1:1 | 0:0 | 1:1 |
| FH                 | 2:1 | 1:1 | 2:2 | 2:0 |     | 2:0 | 2:1 | 1:2 | 3:1 | 4:0 |
| KR                 | 2:3 | 3:2 | 1:0 | 3:0 | 0:3 |     | 2:2 | 1:1 | 2:0 | 1:0 |
| Keflavík           | 0:1 | 5:0 | 1:1 | 2:0 | 2:1 | 3:0 |     | 1:1 | 6:2 | 2:1 |
| Valur              | 2:1 | 1:1 | 3:1 | 2:1 | 0:2 | 2:2 | 0:0 |     | 5:0 | 0:0 |
| ÍB Vestmannaeyja   | 2:1 | 0:1 | 2:0 | 2:1 | 1:1 | 2:0 | 2:1 | 0:3 |     | 0:1 |
| Víkingur Reykjavík | 1:1 | 4:1 | 0:2 | 0:0 | 0:0 | 0:1 | 1:1 | 3:1 | 5:0 |     |

Źródło:  (ang.)
Objaśnienia:
1Drużyna gospodarzy jest wymieniona po lewej stronie tabeli.
Kolory: zielony – zwycięstwo gospodarzy, żółty – remis, różowy – zwycięstwo gości.

## Najlepsi strzelcy
| Bramki | Strzelcy                    | Drużyna            |
| ------ | --------------------------- | ------------------ |
| 11     | Marel Baldvinsson           | Breiðablik         |
| 10     | Jóhann Þórhallsson          | Grindavík          |
| 10     | Björgólfur Hideaki Takefusa | KR                 |
| 8      | Tryggvi Guðmundsson         | FH                 |
| 8      | Viktor Bjarki Arnarsson     | Víkingur Reykjavík |
| 6      | 6 zawodników                | 6 zawodników       |
| 5      | 6 zawodników                | 6 zawodników       |